# Golema Reczica
Golema Reczica (maced. Голема Речица) – wieś w północnej Macedonii Północnej, w gminie Tetowo. Zamieszkują ją niemal wyłącznie Albańczycy.